# Volîțea, Krasîliv
Volîțea (în ucraineană Волиця) este localitatea de reședință a comunei Volîțea din raionul Krasîliv, regiunea Hmelnîțkîi, Ucraina.

## Demografie
Componența lingvistică a localității Volîțea
     Ucraineană (99,24%)
     Alte limbi (0,76%)
Conform recensământului din 2001, majoritatea populației localității Volîțea era vorbitoare de ucraineană (99,24%), existând în minoritate și vorbitori de alte limbi.